# Rudolf Schindler (Politiker)
Rudolf Schindler (* 2. September 1917 in Gera; † 13. Mai 1990) war ein deutscher Parteifunktionär der DDR-Blockpartei NDPD. Er war Vorsitzender des Bezirksvorstandes Erfurt und des Bezirksvorstandes Potsdam der NDPD.

## Leben
Schindler, Sohn eines Angestellten, besuchte die Mittelschule und erlernte den Beruf des Drogisten. Er trat zum 1. Mai 1937 der NSDAP bei. Schindler nahm als Offizier am Zweiten Weltkrieg teil und geriet in britische Kriegsgefangenschaft und konnte fliehen.
1945 kehrte Schindler nach Deutschland zurück und trat der National-Demokratischen Partei Deutschlands (NDPD) bei. Er war Oberreferent im Landesgesundheitsamt bzw. im Ministerium für Gesundheitswesen der Landesregierung Thüringen. Ab 1950 gehörte er dem Kreisvorstand Erfurt der NDPD an. Von 1952 bis 1955 war er Abgeordneter des Bezirkstages Erfurt. Von 1953 bis 1955 fungierte er als Vorsitzender des NDPD-Bezirksvorstandes Erfurt und anschließend von 1955 bis 1967 als Vorsitzender des NDPD-Bezirksvorstandes Potsdam. Von 1953 bis 1967 war er zudem Mitglied des Hauptausschusses der NDPD. Ab 1967 war er Redakteur des NDPD-Organs „Brandenburgische Neueste Nachrichten“ und anschließend Direktor der Vereinigung organisationseigener Betriebe der NDPD „National“.
Schindler war 1958 Gründungsmitglied der Arbeitsgemeinschaft ehemaliger Offiziere (AeO).

## Auszeichnungen
- Vaterländischer Verdienstorden in Bronze (1959)